# Östersunds FK
Maillots
L'Östersunds Fotbollsklubb est un club suédois de football fondé le 31 octobre 1996 et basé à Östersund, dans le Jämtland. Il évolue en première division suédoise entre 2016 et 2021.

## Histoire

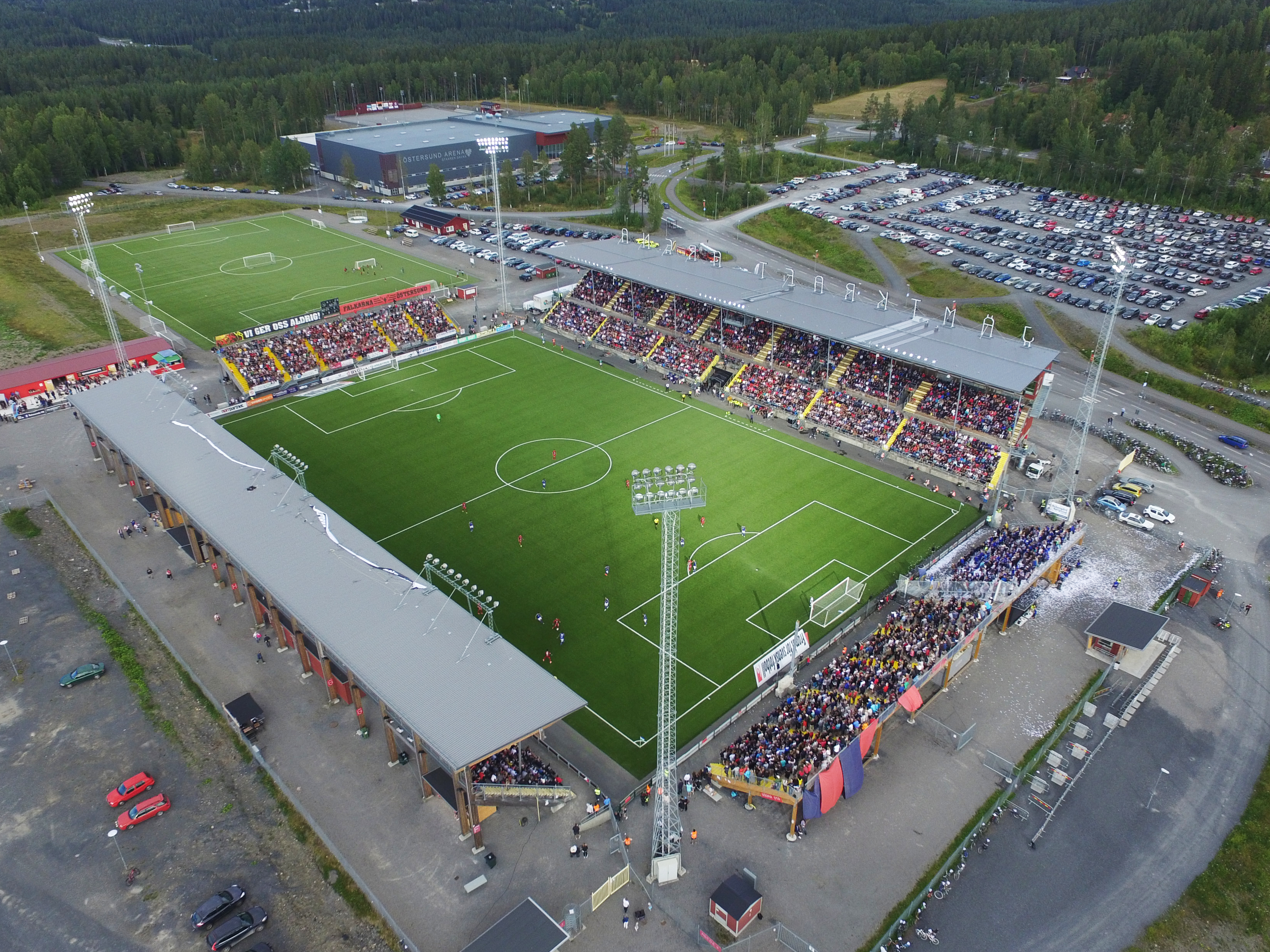
La Jämtkraft Arena.

Le club voit le jour le 31 octobre 1996. Il est issu des efforts communs de trois associations sportives d'Östersund : l'IFK Östersund, l'Ope IF et l'Östersund/Torvalla FF, ce dernier disparaissant pour laisser la place à la nouvelle équipe.
Östersund connaît sa période la plus fructueuse sous la houlette de l'entraîneur anglais Graham Potter, qui reprend le club en main après sa relégation en quatrième division en 2010 et l'amène à deux promotions successives jusqu'en deuxième division avant de lui faire découvrir la première division lors de la saison 2016.
Le club décroche son premier titre majeur en 2017 en remportant la Coupe de Suède. Cette victoire lui permet également d'être qualifié pour la phase qualificative de la Ligue Europa 2017-2018 où il défait notamment les Turcs de Galatasaray SK, les Luxembourgeois de Fola Esch et les Grecs du PAOK Salonique pour obtenir son ticket pour la phase de groupes de la compétition. Terminant deuxième d'un groupe composé de l'Athletic Bilbao, de l'Hertha Berlin et du Zorya Louhansk, Östersund se qualifie pour les seizièmes de finale pour sa première participation en coupe d'Europe où il est cependant éliminé par les Anglais d'Arsenal. Ces performances valent au club de remporter le prix de la meilleure performance du football suédois pour l'année 2017 tandis que Potter est nommé entraîneur de l'année.
Après six années en Allsvenskan, Östersund est relégué en deuxième division au terme de la saison 2021, qu'il termine en seizième et dernière place du championnat.

## Personnalités du club

### Entraîneurs
| Date de début | Date de fin | Nom                  | Nationalité |
| ------------- | ----------- | -------------------- | ----------- |
| 1997          | 1997        | Leif Widegren        |             |
| 1998          | 1998        | Christer Andersson   |             |
| 1999          | 1999        | Sören Åkeby (en)     |             |
| 1999          | 2001        | Jan Westerlund (sv)  |             |
| 2002          | 2003        | Hans Eskilsson (en)  |             |
| 2004          | 2005        | Ulf Kvarnlöf         |             |
| 2006          | 2007        | Stefan Regebro       |             |
| 2007          | 2007        | Neil McDonald (en)   |             |
| 2008          | 2009        | Kalle Björklund (en) |             |
| 2010          | 2010        | Lee Makel (en)       |             |
| 2011          | 2018        | Graham Potter        |             |
| 2018          | 2020        | Ian Burchnall (en)   |             |
| 2020          | 2021        | Amir Azrafshan (en)  |             |
| 2021          | 2021        | Per Joar Hansen (en) |             |
| 2022          |             | Magnus Powell (en)   |             |

## Effectif actuel
Effectif pour la saison 2023-2024
| N° | Nat.                        | Poste | Nom du joueur                                 |
| -- | --------------------------- | ----- | --------------------------------------------- |
| 1  | Drapeau de la Guinée        | G     | Aly Keita                                     |
| 3  | Drapeau du Canada           | D     | Chirsnovic N’sa                               |
| 5  | Drapeau de la Norvège       | D     | Kevin Jablinski                               |
| 6  | Drapeau de la Suède         | D     | Jakob Hedenquist                              |
| 7  | Drapeau des États-Unis      | A     | Nebiyou Perry                                 |
| 8  | Drapeau du Brésil           | M     | Erick Brendon                                 |
| 9  | Drapeau de la Suède         | A     | Sebastian Karlsson Grach                      |
| 10 | Drapeau de la Suède         | A     | Simon Marklund                                |
| 11 | Drapeau de l'Ukraine        | M     | Mykola Musolitin                              |
| 14 | Drapeau du Guatemala        | A     | Arquímides Ordóñez (en prêt du FC Cincinnati) |
| 15 | Drapeau de l'Angleterre     | M     | Jamie Hopcutt                                 |
| 16 | Drapeau de la Suède         | M     | Albin Sporrong                                |
| 17 | Drapeau de la Suède         | A     | Malcolm Stolt                                 |
| 18 | Drapeau de la Suède         | D     | Philip Bonde                                  |
| 19 | Drapeau de la Suède         | M     | André Nader                                   |
| 20 | Drapeau du Nigeria          | M     | Michael Aduragbemi Oluwayemi                  |
| 21 | Drapeau de la Suède         | M     | Simon Kroon                                   |
| 22 | Drapeau de la Suède         | M     | Ahmed Bonnah                                  |
| 23 | Drapeau de la Suède         | D     | Ali Suljić                                    |
| 24 | Drapeau de la Suède         | M     | Henrik Norrby                                 |
| 25 | Drapeau de la Norvège       | M     | Mansour Sinyan                                |
| 27 | Drapeau de la Syrie         | D     | Ziad Ghanoum                                  |
| 28 | Drapeau de la Côte d'Ivoire | D     | Yannick Adjoumani (en prêt du BK Häcken)      |
| 30 | Drapeau de l'Angleterre     | G     | Andrew Mills                                  |
| 77 | Drapeau du Kenya            | G     | Arnold Otieno Origi                           |
| –  | Drapeau de la Suède         | G     | Christopher Lundhall                          |

## Bilan sportif

### Palmarès
- Coupe de Suède (1) :
  - Vainqueur : 2017

- Division 1 Norra (1) :
  - Vainqueur : 2012

### Bilan européen
Légende
- Victoire ou qualification pour le tour suivant
- Match nul
- Défaite ou élimination de la compétition

Note : dans les résultats ci-dessous, le score du club est toujours donné en premier
| Saison    | Compétition  | Tour                | Club            | Domicile | Extérieur | Total    |
| --------- | ------------ | ------------------- | --------------- | -------- | --------- | -------- |
| 2017-2018 | Ligue Europa | Deuxième tour Q     | Galatasaray SK  | 2 - 0    | 1 - 1     | 3 - 1    |
| 2017-2018 | Ligue Europa | Troisième tour Q    | CS Fola Esch    | 1 - 0    | 2 - 1     | 3 - 1    |
| 2017-2018 | Ligue Europa | Barrages Q          | SC Heerenveen   | 2 - 0    | 1 - 3     | 3E - 3   |
| 2017-2018 | Ligue Europa | Groupe J            | Athletic Bilbao | 2 - 2    | 0 - 1     | Deuxième |
| 2017-2018 | Ligue Europa | Groupe J            | Hertha Berlin   | 1 - 0    | 1 - 1     | Deuxième |
| 2017-2018 | Ligue Europa | Groupe J            | Zorya Louhansk  | 2 - 0    | 2 - 0     | Deuxième |
| 2017-2018 | Ligue Europa | Seizièmes de finale | Arsenal FC      | 0 - 3    | 2 - 1     | 2 - 4    |